# Fishtail Lake, British Columbia
Fishtail Lake är en sjö i Kanada.   Den ligger i provinsen British Columbia, i den sydvästra delen av landet, 3 600 km väster om huvudstaden Ottawa. Fishtail Lake ligger 1 011 meter över havet. Den ligger vid sjön Hidden Lake.
I omgivningarna runt Fishtail Lake växer i huvudsak barrskog. Runt Fishtail Lake är det glesbefolkat, med 8 invånare per kvadratkilometer.